# Novoselîțea, Sneatîn
Novoselîțea (în ucraineană Новоселиця) este o comună în raionul Sneatîn, regiunea Ivano-Frankivsk, Ucraina, formată numai din satul de reședință.

## Demografie
Componența lingvistică a comunei Novoselîțea
     Ucraineană (99,44%)
     Alte limbi (0,48%)
Conform recensământului din 2001, majoritatea populației comunei Novoselîțea era vorbitoare de ucraineană (99,44%), existând în minoritate și vorbitori de alte limbi.